# Imparcialidad

Imagen de Wikipedia que simboliza la imparcialidad.

La imparcialidad (de imparcial), en su concepto estricto, significa estar libre de prejuicios, es decir, abstraerse de consideraciones subjetivas y centrarse en la objetividad de un asunto, al realizar un juicio.
El principio imparcialidad es un regente de los derechos humanos y de los derechos constitucionales en el debido proceso que garantiza un juicio objetivo imparcial y sujeto a la verdad procesal garantista de derechos humanos amparados y consagrados en la carta interamericana de derechos humanos en el continente americano.
Para que un tribunal juzgador cumpla el principio de "imparcialidad", tiene que ir más allá de toda duda razonable, de no caer en un conflicto de intereses, chantajes y extorsiones por lo cual la "objetividad" en un tribunal, penal, tribunal civil o cualquier tribunal o audiencia tiene que ser probó y totalmente imparcial para ejecutar cualquier sentencia de carácter penal civil o administrativo y no vulnerar los derechos constitucionales de las partes procesales.

## Objetividad e imparcialidad
La objetividad es un concepto fuertemente conectado con la imparcialidad. De hecho, la imparcialidad requiere de objetividad, pero implica una decisión o elección entre diversas opciones o circunstancias. En otras palabras, ser imparcial implica no tener favoritismos personales -o interés- entre dos o más opciones objetivas.

## Imparcialidad judicial
Un juez es imparcial cuando «no tiene ningún interés en el objeto del proceso ni en el resultado de la sentencia». Como criterio de justicia, la imparcialidad sostiene que las decisiones deben tomarse atendiendo a criterios objetivos, sin influencias de sesgos, prejuicios o tratos diferenciados por razones inapropiadas.  
La imparcialidad no propone, sin embargo, que todos los individuos deban ser tratados de la misma manera bajo todas las circunstancias. Se considera aceptable y coherente que determinadas personas sean tratadas en forma diferente si tal tratamiento se justifica por razones objetivas y externas.  
Por ejemplo, la mayor parte de los sistemas legales establecen penas diferentes para los delitos de acuerdo a la gravedad de los mismos. Esto no implica la presencia de parcialidad: las diferentes penas se determinan según un criterio objetivo y predecible, en este caso la ley. La imparcialidad sostiene que, para todas las personas, ese criterio imparcial se aplica en forma homogénea.

## Imparcialidad, independencia eimpartialidad
La imparcialidad esta ligada fuertemente a dos conceptos que son exigencia para el juez, la independencia y la impartialidad. Algunos autores plantean la necesidad de englobar los tres términos dentro de un concepto amplio de imparcialidad.

### Independencia
La independencia judicial es «la inexistencia de cualquier tipo de poder que condicione a la autoridad o su pensamiento». Un juez es independiente cuando no está en una posición de obediencia respecto a las partes en litigio.

### Imparcialidad
La imparcialidad es un término jurídico que se refiere a la garantía del derecho procesal de que el juez no ha de ser parte en el proceso en el que debe dictar sentencia, ya que el hecho de ocupar los roles de acusador y juzgador a la vez no garantizaría un debido proceso. En términos simples, imparcialidad significa que el juez no es una de las partes en el proceso. Imparcialidad e imparcial son dos palabras no reconocidas por el idioma castellano, siendo neologismos de los términos anglosajones impartiality e impartial.
En cuanto a su definición doctrinal, la impartialidad es «la imposibilidad del tercero que sentencia de realizar o reemplazar la actividad que durante el proceso deben llevar a cabo las partes», según el profesor Gustavo Calvinho, Asimismo, el profesor Alvarado Velloso explica:

Un acusador y un acusado; un pretendiente y un pretendido; un actor y un demandado; y un tercero que por ser tal, no puede ser ni el primero, ni el segundo. El tercero que, siendo juez hace su profesión y más un medio de vida su calidad de tercero no puede ser ni uno ni otro. Ello llevo algún día a sostener que la primera calidad del juzgador es su impartialidad, no es parte del proceso porque, si lo es, es acusador o acusado. Es demandante o demandado.
Adolfo Alvarado Velloso, El garantismo procesal.

El Tribunal Constitucional de España (TCE) explicó la diferencia entre imparcialidad e impartialidad, en una sentencia dictada durante 2008; a la primera llamó vertiente «subjetiva» de la imparcialidad (en concepto amplio), y a la segunda, vertiente «objetiva».

[H]ay que tener presente que imparcialidad del Juez se puede [analizar] desde una doble vertiente: a) La "subjetiva" o relativa a la relación [del] Juez con las partes, pues la neutralidad de los juzgadores se relaciona con la propia disposición del ánimo, con su actitud respecto de los contendientes, sin inclinarse a ninguno de ellos; y b) La "objetiva", en tanto que busca preservar la relación del Juzgador con el objeto del proceso y que se dirige a asegurar que los Jueces y Magistrados que intervengan en la resolución de un recurso se acerquen al mismo sin prevenciones ni prejuicios que en su ánimo pudieran quizás existir a raíz de una relación o contacto previos con el objeto del proceso.
Sentencia 164/2008, de 15 de diciembre de 2008.